# Lytocarpia flexuosus
Lytocarpia flexuosus är en nässeldjursart som först beskrevs av Jean Vincent Félix Lamouroux 1816.  Lytocarpia flexuosus ingår i släktet Lytocarpia och familjen Aglaopheniidae. Inga underarter finns listade i Catalogue of Life.